# 古場村
古場村（こばむら）は、愛知県知多郡にかつて存在した村。
現在の常滑市の一部（檜原・熊野・古場など）に該当する。

## 歴史
- 1878年（明治11年） - 檜原村、熊野村、古場村、苅屋村が合併し、中橋村となる。
- 1883年（明治16年） - 中橋村が檜原村、熊野村、古場村、苅屋村に分立する。
- 1889年（明治22年）10月1日 - 檜原村、熊野村、古場村が合併し、古場村が発足。
- 1906年（明治39年）5月1日 - 樽水村、西阿野村、苅屋村と合併し、枳豆志村が発足。同日古場村は廃止。

## 学校
- 古場尋常小学校（現・常滑市立西浦南小学校）